# Beržai
Beržai är en ort i Litauen. Den ligger i den centrala delen av landet, 120 km nordväst om huvudstaden Vilnius. Beržai ligger 64 meter över havet och antalet invånare är 256.
Terrängen runt Beržai är platt. Runt Beržai är det ganska glesbefolkat, med 42 invånare per kvadratkilometer. Närmaste större samhälle är Kėdainiai, 13,7 km söder om Beržai. Trakten runt Beržai består till största delen av jordbruksmark.